# Institute of Science and Technology Austria
L'Institute of Science and Technology Austria (appelé couramment ISTA) est un institut de recherche fondamentale situé à Klosterneuburg à proximité de Vienne en Autriche. Il est fondé en 2007, à la suite d'une décision du gouvernement autrichien en 2006. Il est présidé depuis 2009 par Thomas Henzinger, qui était auparavant professeur d'informatique à l'École polytechnique fédérale de Lausanne.
L'ISTA a été créé sur le modèle de l' Institut Weizmann par son ancien président, le physicien israélien Haim Harari. Comme à l'Institut Weizmann, les scientifiques sont encouragés à poursuivre leurs propres objectifs et idées, sans être limités par le gouvernement ou les intérêts économiques, et tous les thèmes de recherche sont interdisciplinaires.
En 2023, l'ISTA comprend 76 groupes de recherche couvrant les domaines de la chimie, de la physique, de l'astronomie, des sciences de la terre, des mathématiques, de l'informatique, de la science des données, de la biologie et des neurosciences, et devrait atteindre environ 90 groupes de recherche d'ici 2026 et 150 groupes d'ici 2036 à la suite d'engagements de l'État fédéral et de la Basse-Autriche. Son école supérieure propose un programme de doctorat interdisciplinaire en sciences de la vie, en sciences formelles et en sciences physiques. En 2022, 320 étudiants étaient inscrits.